# Gito Baloi
Felix Garcao do Rosario Serafim Bernardo Baloi, més conegut com a Gito Baloi (Matola, 30 de setembre de 1964 - Johannesburg, 4 d'abril de 2004) fou un músic moçambiquès establert a Sud-àfrica.
De família camperola, de molt jovenet fou reclutat per lluitar a la Guerra Civil de Moçambic. Poc després va marxar a Sud-àfrica amb uns amics, on intentà fer-se un nom com a músic. En 1986 va formar un grup anomenat Pongolo i en 1987 formaria Tananas amb els músics sud-africans Ian Herman i Steve Newman.
El grup va obtenir cert ressò internacional que els va portar a tocar a Amèrica, Austràlia, França, Japó i Suècia. En ocasions separades, va compartir l'escenari amb Paul Simon de Simon & Garfunkel, Peter Gabriel de Genesis, Sting de The Police, i Youssou N'Dour. Un projecte en particular amb el qual va participar va ser The Shuttle Band, que va comptar amb músics d'Europa i Sud-àfrica. També formà part del grup de música mundial Mondetta, format per artistes d'Israel, Canadà, Corea i Sud-àfrica.

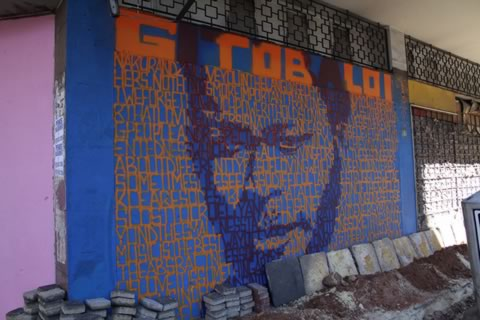
Mural memorial mural de Baloi per Breeze Yoko a Nugget Street, el lloc on va morir.

Es va casar amb l'artista visual sud-africana Erika Hibbert, amb la que va tenir dos fills. Va morir assassinat a trets a Johannesburg el 4 d'abril de 2004 mentre tornava a casa després d'un concert a Pretòria. Tenia 39 anys.

## Discografia
a) En solitari
- 1995 - Ekhaya
- 1997 - Na Ku Randza
- 2003 - Herbs & Roots
- 2008 - Beyond

b) amb Tananas
- 1988 - Tananas
- 1990 - Spiral
- 1994 - Orchestra Mundo
- 1994 - Time
- 1996 - Unamunacua
- 1997 - The Collection
- 1999 - Seed
- 2001 - Alive in Jo'burg